# 永定新河

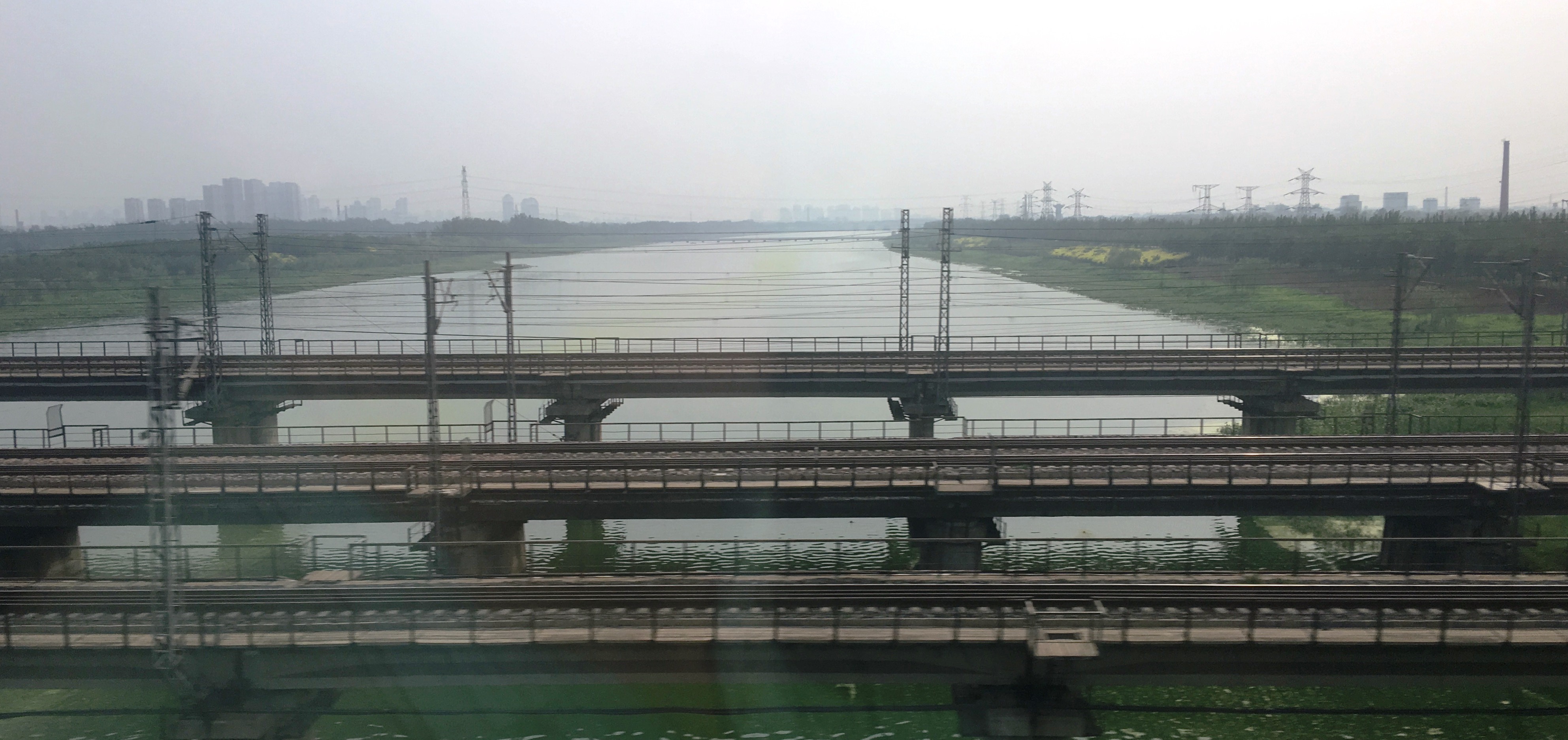
永定新河北辰区北仓镇附近河段。

永定新河，位于中华人民共和国天津市中部的一条人工河道，是永定河入海通道之一。

## 河道
永定新河起自天津市北辰区北仓镇屈家店水利枢纽，承接永定河、北运河来水，与新引河构成两河三堤型式向东北流至大张庄镇大张庄闸。在大张庄闸，部分水量被引流入永金引河备贮。左岸有（杨村）机场排水河汇入。永定新河干流自大张庄闸向东流至西堤头镇东堤头村，左岸有北京排污河注入，之后转东南流，经宁河区西南部和滨海新区北部，右岸有金钟河、北塘排污河、黑猪河等汇入，左岸有潮白新河、蓟运河等汇入，最后于滨海新区的北塘街道注入渤海的渤海湾。全长62千米。永定新河沿岸地势平坦，微向海倾，坡降约1/2000，有较多草地、洼淀、滩涂。
屈家店水利枢纽位于天津市北辰区北仓镇屈店村东，永定河与北运河汇流处。上距北运河筐儿港水利枢纽22.5km，下距北运河与子牙河汇流处12.5km，距永定新河入海口62km。设计行洪流量为1800m3/s，相应闸上水位5.75m（56黄海高程）；校核行洪流量为2200m3/s，相应闸上水位为6.50m。枢纽由北运河节制闸、新引河进洪闸、永定新河进洪闸三座水闸组成。
- 北运河节制闸。位于北运河左侧，控制永定河浑水下注海河。闸室总宽44m，共分6孔。设计泄洪流量400m3/s。1931年10月开工，1932年5月竣工。1990年10月至1991年8月除险加固改建施工，闸室总宽43.8m，共6孔，闸上设计水位5.75m，校核水位6.5m，控制泄量400m3/s。
- 北运河船闸：1930年6月开工，1931年8月竣工。宽8m，长80m。1970年代废弃夷为平地建楼房。
- 新引河进洪闸：为“海河放淤工程”的新引河进口。1930年12月开工，1931年9月竣工。闸室总宽44m，共分6孔，设计流量380m3/s，校核泄量480m3/s。1994年12月至1995年6月除险加固改建施工，闸室总宽42m，4孔胸墙式闸，闸上设计水位5.75m，校核水位6.5m，设计流量380m3/s，校核泄量480m3/s。
- 永定新河进洪闸：1968年开工，1969年竣工，总投资293万元。闸室总宽120m，共分11孔，闸上设计水位5.62m，校核水位6.37m，设计流量1020m3/s，校核流量1320m3/s。1999年6月至2001年3月除险加固改建施工，闸室总宽119.8m，共11孔。

永定新河防潮闸至河口段3km，设计流量4640立方米/秒，超标准行洪时4820立方米/秒。

## 历史
在永定新河开挖前，永定河泛区大部分洪水通过新引河进洪闸排向塌河淀（大河淀，今宜兴埠以北）或淀北，漫流后清水由金钟河入海，其余洪水由屈家店闸下泄入北运河经海河干流入海。1929年10月16日，「整理海河委员会」第六次會議正式通過海河治本工程計劃，啟動海河放淤工程，即在今北運河屈店村附近設閘，向東開河引汛期洪水入塌河淀，清水經劉快莊泄水閘經金鐘河入海。同時培修永定河南堤（今津霸公路），泄堤北積水至子牙河。1932年6月7月1日首次放淤成功。中华人民共和国成立后至1966年共放淤7次、泄洪5次。
官厅水库建成后拦蓄了永定河绝大部分泥沙，永定河下游不再具备放淤条件。为保证天津市的安全，缓解海河干流行洪压力，1970年9月至1971年7月开挖了永定新河。设计堤距450m，主槽底宽200m，纵坡约1‰；按五十年一遇来水设计，屈家店下泄1400m3/s；按百年一遇来水校核，屈家店下泄1800m3/s。屈家店闸在校核水位6.5米的情况下，永定新河和北运河的总泄量为1530立方米/秒，在设计水位5.75米的情况下，总泄量为1170立方米/秒。其右堤为天津市区防洪核心工程，堤顶高程按百年一遇洪水位加2.5m超高设计。左堤堤顶高程按五十年一遇洪水位加2.0m超高设计。右堤堤顶比左堤高1.0m。
三角淀、淀北西七里海临时滞洪区，总面积455km2，总蓄量7.7亿m3。三角淀蓄洪面积50平方公里，可蓄洪5400万立方米。塌河淀蓄洪面积66平方公里，可蓄洪11 300万立方米。
按照2008年国务院批复的《海河流域综合规划》，永定新河按百年一遇洪水设计，通过卢沟桥拦河闸控泄和永定河泛区分级运用，至屈家店闸流量1800立方米/秒，其中400立方米/秒由北运河下泄海河，永定新河下泄流量1400立方米/秒，沿途杨村机场排水河汇入20立方米/秒，北京排污河汇入220立方米/秒，潮白新河汇入3000立方米/秒，河口处总流量4820立方米/秒。